# Маманов, Маратбек
Маратбек Маманов (16 февраля 1977) — киргизский футболист, нападающий. Выступал за сборную Кыргызстана.

## Биография

### Клубная карьера
Дебютировал в высшей лиге Кыргызстана в 1997 году в составе ошского «Динамо-Алая». Провёл в команде четыре года, за это время стал трёхкратным финалистом Кубка Кыргызстана (1997, 1998, 2000).
В 2001—2004 годах выступал за «Жаштык-Ак-Алтын» (Кара-Суу). Становился чемпионом Кыргызстана (2003), серебряным (2001, 2002) и бронзовым (2004) призёром чемпионата, четырёхкратным финалистом Кубка страны. Принимал участие в матчах Кубка Содружества.
Всего в высшей лиге Кыргызстана забил 65 голов.

### Карьера в сборной
Единственный матч за национальную сборную Кыргызстана сыграл 16 марта 2003 года в отборочном турнире Кубка Азии против Афганистана, заменив на 65-й минуте Ислама Курманбаева.
Дальнейшая судьба неизвестна.